# Горун
Горун (рум. Gorun) — село у повіті Нямц в Румунії. Входить до складу комуни Онічень.
Село розташоване на відстані 272 км на північ від Бухареста, 60 км на схід від П'ятра-Нямца, 54 км на південний захід від Ясс.

## Населення
За даними перепису населення 2002 року у селі проживали 279 осіб, усі — румуни. Усі жителі села рідною мовою назвали румунську.